# Roșcani (Iași)
Pour les articles homonymes, voir Roșcani.
Roșcani est une commune roumaine située dans le județ de Iași.